# Phaenolobus mucronatus
Phaenolobus mucronatus är en stekelart som först beskrevs av Constantineanu 1968.  Phaenolobus mucronatus ingår i släktet Phaenolobus och familjen brokparasitsteklar. Inga underarter finns listade i Catalogue of Life.